# Mekonglema bailang
Espèce
Mekonglema bailang est une espèce d'araignées aranéomorphes de la famille des Telemidae.

## Distribution
Cette espèce est endémique du Yunnan en Chine,. Elle se rencontre dans le xian de Shidian dans la grotte Xianren.

## Description
Le mâle holotype mesure 1,50 mm et la femelle paratype 1,48 mm.

## Étymologie
Son nom d'espèce lui a été donné en référence au lieu de sa découverte, Bailang.

## Publication originale
- Zhao, Li & Zhang, 2020 : Taxonomic revision of Telemidae (Arachnida, Araneae) from East and Southeast Asia. ZooKeys, no 933, p. 15-93 (texte intégral).